# Muth (Einheit)
Der Muth war ein österreichisches Volumenmaß und galt als Getreide- und Mehlmaß. Gleichwertige Begriffe als Volumen- und Getreidemaß in anderen Ländern waren Muid, Muit, Müdd, Müdt, Mütt, Mudden und Mucken.
Nach einer Mehl- und Brotsatzung von Dezember 1738 war das österreichische Gewicht entsprechend den Mehlarten für den Strich festgelegt und hatte somit Einfluss auf das Maß Muth. Es war ein sogenanntes Rechnungsmaß und sollte immer gestrichen gemessen werden.
Es galt für (angeführte Ausmahlungsgrade)
- Semmelmehl = 36 Pfund für 1 Strich oder 1116 Pfund für 1 Muth
- Mundmehl = 37 Pfund für 1 Strich oder 1147 Pfund für 1 Muth
- Pollmehl =34 Pfund für 1 Strich oder 1054 Pfund für 1 Muth
- Roggenmehl = 32 Pfund für 1 Strich oder 992 Pfund für 1 Muth

- 1 Muth = 31 Strich[3]
- 1 Muth = 9310,1292 Pariser Kubikzoll = 1844,9845 Liter

Die Maßkette war
- 1 Muth = 30 Metzen = 60 Halbe = 120 Viertel = 240 Achtel[4] = 480 halbe Achtel oder Müllermaßel = 960 große Maßel = 1920 kleine Maßel oder Futtermaßel = 3840 Becher[5]

Beim Kalk rechnete man nach dem Kalkmüthel. Die Maßfestlegung erfolgte am 29. August 1772 und war 2 ½ Metze (österr.) groß.
- 30 Müthel/Kalkmüthel = Muth/Muid[6] = 3 Dreiling = 30 Kalkeimer/Metzen
  - 1 Kalkeimer = 55,2876 Pariser Kubikzoll  = 1895,11023 Liter[7]

In Bayern war beim Kalk
- 1 Muth = 4 Scheffel = 24 Metzen = 889,415 Liter[8]

In Regensburg waren für Weizen, Roggen und Gerste
- 1 Schaff = 4 Muth = 4 Mäss = 16 Vierling = 32 Metzen

und bei Hafer rechnete man auf 56 Metzen, da 14 Muth auf ein Schaff kam.
In Bozen war es ein Flüssigkeitsmaß und für Öl
- 1 Muth = 124 Pfund (preuß.), entsprach etwa 58 Kilogramm[10]